# Джэкс, Брайан
Брайан Джэкс (англ. Brian Albert Thomas Jacks; род. 5 октября 1946, Лондон) — британский дзюдоист, чемпион и призёр чемпионатов Европы, бронзовый призёр чемпионата мира, бронзовый призёр летних Олимпийских игр 1972 года в Мюнхене, участник трёх Олимпиад.

## Карьера
Выступал в лёгкой (до 68 кг), полусредней (до 70 кг) и средней (до 80 кг) весовых категориях. Победитель и призёр международных турниров. Чемпион (1970, 1973), серебряный (1965) и бронзовый (1964, 1967, 1971) призёр чемпионатов Европы. Бронзовый призёр чемпионата мира 1967 года в Солт-Лейк-Сити.
На Олимпиаде 1964 года в Токио Джэкс выбыл из борьбы на предварительной стадии и занял 9-е место.
На Олимпиаде 1972 года Джэкс в первой схватке проиграл будущему победителю этих соревнований японцу Синобу Сэкинэ. В утешительной серии британец победил финна Симо Акрениуса, представителя ФРГ Герда Эггера, француза Жан-Поля Коша, советского дзюдоиста Гурама Гоголаури и завоевал бронзовую медаль.
На следующей Олимпиаде в Монреале Джэкс занял 11-е место.

## После завершения карьеры
Джэкс живёт в Паттайе (курорт в Таиланде) и является владельцем отеля на 60 мест. 22 ноября 1994 года получил официальный 8-й дан от Британской ассоциации дзюдо.

## Автобиография
- «Brian Jacks: The Mindset of a Champion», Brian Jacks, 2017 — ISBN 978-9811140792.